# 宮川電燈
宮川電燈株式会社（みやかわでんとう）は、1912年から1941年まで日本の山梨県南都留郡にあった電力会社である。富士山の北麓を流れる宮川に2基の水力発電所を建設し、周辺に送電した。電力統合により、関東配電（後の東京電力）に統合・廃止された。
同時期に三重県に存在した「宮川電気」とは、社名が類似している以外に関係はない。

## 歴史
宮川電燈の発足は1912年（明治45年）だが、設立の動きは1909年（明治42年）6月、槙田吉蔵・堀内啓治ら17人が発起人となって、逓信省と山梨県に行った水利利用と電気事業経営の許可の申請に現れる。この許可が2年後に下りたことにより、1912年の2月4日に、宮川電燈株式会社の設立総会開催の運びとなった。設立時の資本金は7万円、株主は420人で、取締役社長には堀内啓治が就任した。
宮川電燈は、年号が明治から大正にかわった後、同年10月30日に最初の発電所の工事を始めた。翌1913年（大正2年）、8万6300円をもって最大出力1560kWの第一水力発電所が完成した。当初の送電範囲は、瑞穂村・明見村・福地村・西桂村で、すぐに船津村・小立村・勝山村に拡大した。営業は好調で、数年で地域のほとんどの家に電灯が付き、1915年（大正4年）頃からは水車のかわりに電力を用いた力織機が出現した。1919年（大正8年）には開業時からの「損金」を回収し終えるまでになった。
続いて1919年（大正8年）7月5日に出力224kWの第二発電所を起工し、これが2年後の1921年（大正10年）に営業運転を始めた。同年7月からは鳴沢村・大嵐村・河口村に送電範囲を広げた。
ここまでの宮川電燈の送電範囲は当時の南都留郡西部、21世紀初め現在の富士吉田市・西桂町・富士河口湖町・鳴沢村にあたる。これら地域は同社によって初めて電気の恩恵を被った。
順調だった宮川電燈は、1923年（大正12年）9月1日の関東大震災で発電所の設備に被害を受けた。この年は宮川の水が少なく、送電に困難をきたした。東京電燈から一時的に最高80kWの電力を受けてしのいだが、拡大する需要を補いきれず、1927年（昭和2年）からは恒久的に最高500kWを受けることになった。
昭和に入ると、電力会社の統合がしだいに加速していった。宮川電燈は1935年（昭和10年）12月に、大石村の村営電力事業を引き受け、1937年には東京電燈から長浜村・西湖村の施設を併せ、1940年（昭和15年）10月に山中村・長池村・平野村・内野村に及ぶ山中電燈を合併した。しかし翌年、国の政策で生まれた関東配電株式会社に統合され、廃止になった。関東配電が東京電力になってからも、宮川第一・第二発電所は稼動したが、1971年9月30日にそれも廃止になった。